# Dompierre-sur-Yon
Dompierre-sur-Yon ist eine französische Gemeinde mit 4535 Einwohnern (Stand 1. Januar 2022) im Département Vendée in der Region Pays de la Loire. Sie gehört zum Arrondissement La Roche-sur-Yon und zum Kanton La Roche-sur-Yon-1. Die Einwohner nennen sich Dompierrois.

## Geografie
Dompierre-sur-Yon liegt am Fluss Yon.
Umgeben wird Dompierre-sur-Yon von den Nachbargemeinden Saligny und Saint-Denis-la-Chevasse im Norden, Chauché im Nordosten, Essarts en Bocage und La Merlatière im Osten, La Ferrière im Südosten, La Roche-sur-Yon im Süden, Mouilleron-le-Captif im Südwesten, Le Poiré-sur-Vie im Westen und Belleville-sur-Vie im Nordwesten.

## Einwohner
| Jahr      | 1962  | 1968  | 1975  | 1982  | 1990  | 1999  | 2006  | 2016  |
| --------- | ----- | ----- | ----- | ----- | ----- | ----- | ----- | ----- |
| Einwohner | 1.354 | 1.339 | 1.547 | 2.358 | 2.975 | 3.191 | 3.758 | 4.248 |

Quellen: Calendrier de recensement. In: insee.fr. Abgerufen am 17. August 2014. Angaben bis 2006 Des villages de Cassini aux communes d’aujourd’hui. In: Base Cassini de l’École des hautes études en sciences sociales. Abgerufen am 17. August 2014.

## Sehenswürdigkeiten
- Mühle Papon am Yon

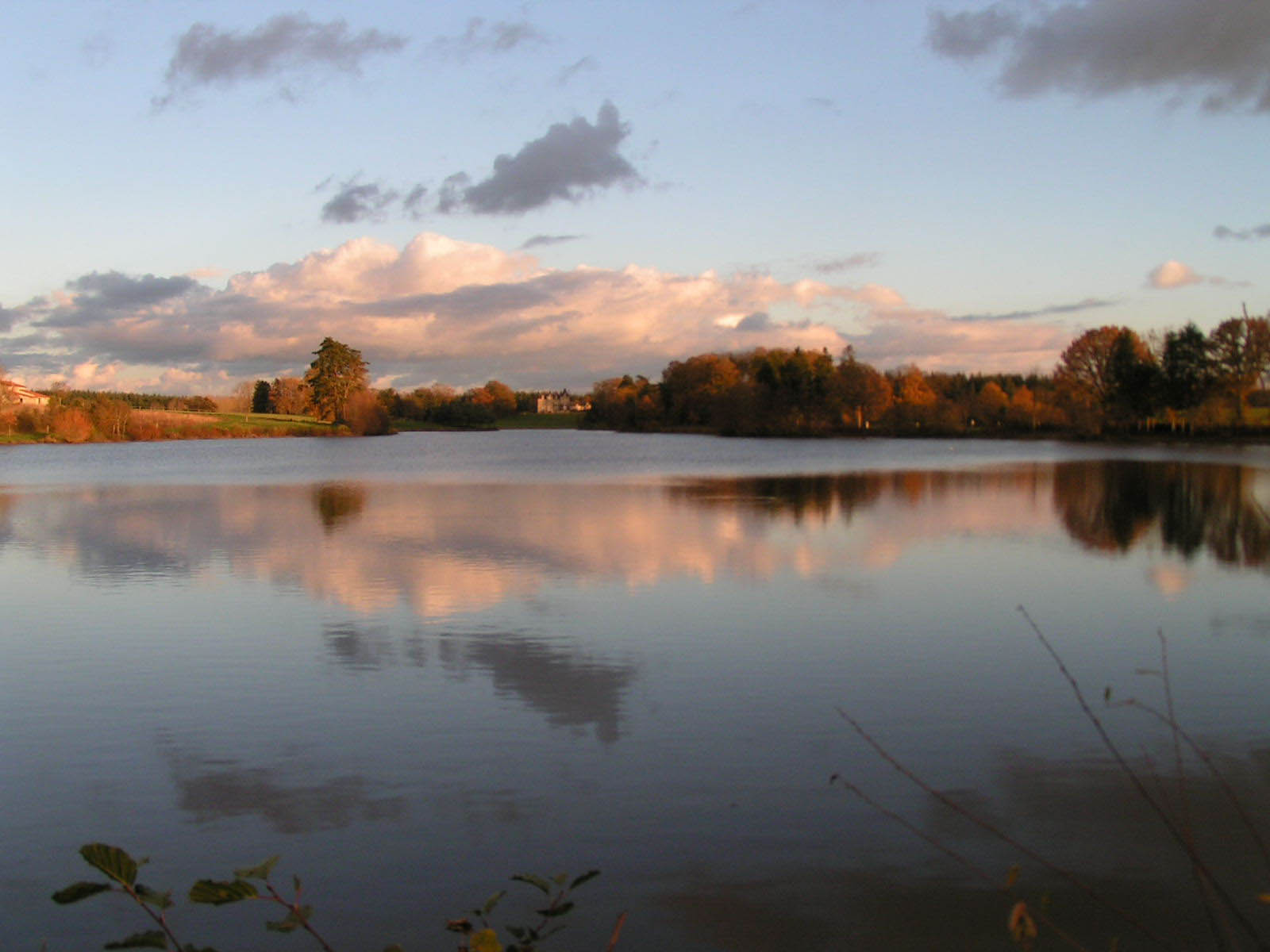
See und Schloss Rortheau

- Pont de Pierre-Plate Clapper bridge am Yon
- Teiche von Malvoisine
- Schloss Rortheau
- Schloss Haute-Braconnière

## Gemeindepartnerschaften
Über den Kanton Essarts bestehen Partnerschaften zu der deutschen Gemeinde Neunkirchen-Seelscheid in Nordrhein-Westfalen und zur britischen Gemeinde Bicester in Oxfordshire (England).